# Beomjoidosi 3
Beomjoidosi 3 (bra: Força Bruta: Sem Saída) é um filme sul-coreano de 2023, do gênero ação criminal, dirigido por Lee Sang-yong, e estrelado por Ma Dong-seok, Lee Joon-hyuk e Munetaka Aoki. O filme foi lançado na Coreia do Sul em 31 de maio de 2023.
Uma sequência, Beomjoidosi 4, foi exibida no Festival Internacional de Cinema de Berlim em 23 de fevereiro de 2024.

## Elenco
- Ma Dong-seok como Ma Seok-do
- Lee Joon-hyuk como Joo Sung-cheol (japonês: チュ・ソンチョル, Hepburn: Chu Sonchoru)
- Munetaka Aoki como Ricky (リッキー, Rikkī)